# Ayah Bdeir

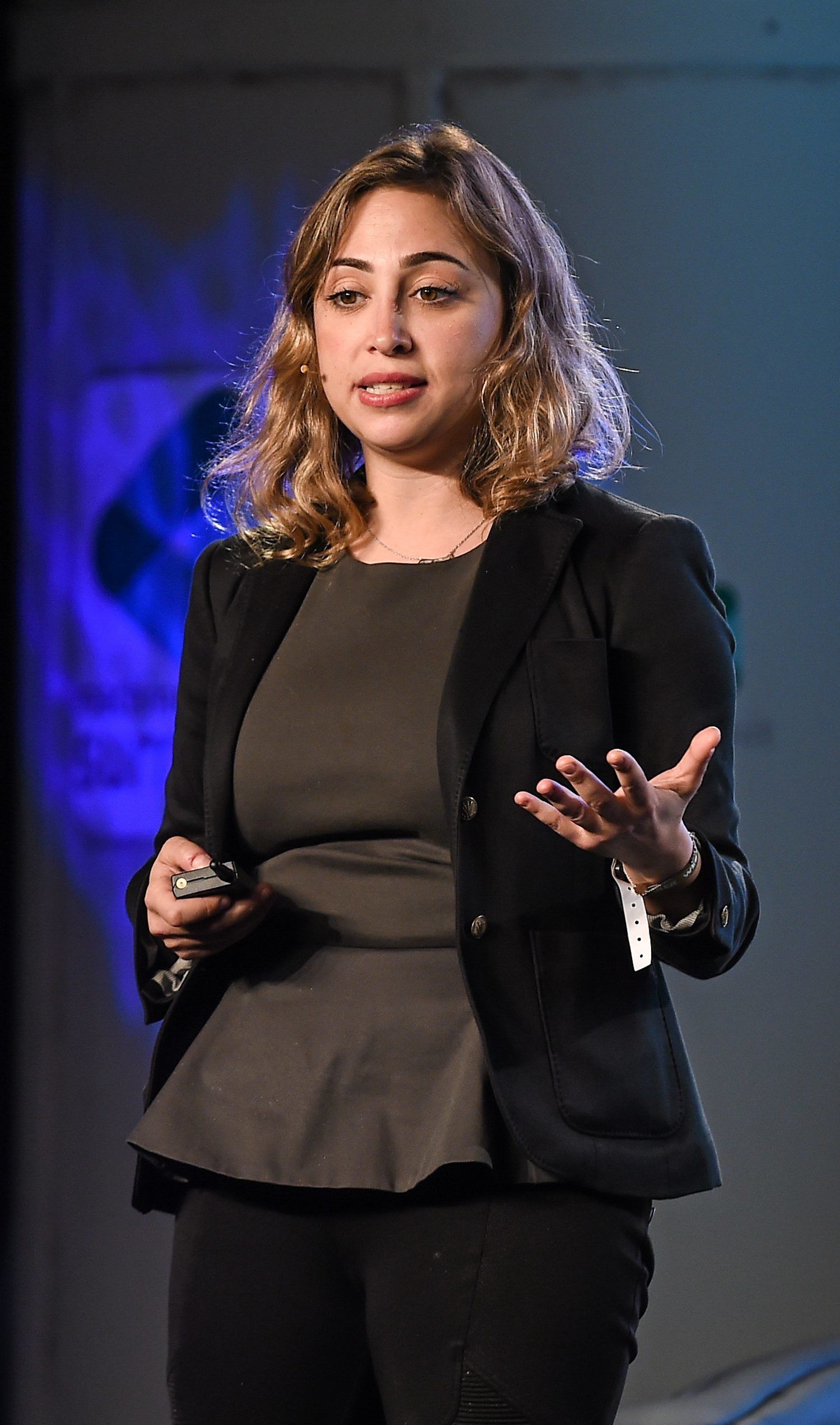
Ayah Bdeir, 2014

Ayah Bdeir (arabisch آية بدير, DMG Āya Badīr; * 1982 in Montreal, Québec) ist eine kanadisch-libanesische Informatikerin, Unternehmerin und interaktive Künstlerin. Sie ist die Gründerin und CEO des Start-up-Unternehmens littleBits. Außerdem ist sie Mitbegründerin von Daleel Thawra, einem Verzeichnis von Protesten, Initiativen und Spenden im Libanon.

## Leben
Bdeir ist in Kanada geboren und in Beirut aufgewachsen. Ihre Eltern glaubten nicht an geschlechtsspezifische Unterschiede und setzten sich dafür ein, dass beide Töchter Wissenschaftlerinnen und Ingenieurinnen wurden.
Bdeir erwarb einen Master of Science am MIT Media Lab und einen Bachelor in Computertechnik und Soziologie an der Amerikanischen Universität Beirut. Im Jahr 2008 erhielt sie ein Stipendium bei Eyebeam in New York City. Sie unterrichtete am Interactive Telecommunications Program (ITP) der New York University und an der Parsons School of Design.
Im Jahr 2012 erhielt Bdeir das TED-Stipendium und hielt auf der TED-Konferenz in Long Beach einen Vortrag mit dem Titel Building Blocks That Blink, Beep and Teach.

## LittleBits
Im September 2011 gründete Bdeir littleBits Electronics, ein Start-Up-Unternehmen mit dem Ziel, „die Macht der Elektronik in die Hände von jedermann zu legen und komplexe Technologien so aufzuschlüsseln, dass jeder sie bauen, prototypisieren und erfinden kann.“ Das Unternehmen hat seinen Sitz in New York und wird von Investoren wie True Ventures, Foundry Group und Two Sigma finanziert. Bdeir ist CEO von littleBits.
littleBits nahm 2016 am Disney Accelerator-Programm teil. littleBits ist auch eine Partnerschaft mit Savvas eingegangen, einem der weltweit führenden Unternehmen für Lehrpläne, um gemeinsam Lehrpläne zur Unterstützung des Programms für Naturwissenschaften und Technik zu erstellen.

## Preise und Auszeichnungen
- 2014: 35 Under 35 Coolest Entrepreneurs von Inc für ihre Arbeit mit littleBits.[13]
- 2018: Top 5 Women to Watch in Robotics von Inc. für ihre Arbeit mit littleBits.[14]
- 2019: BBC 100 Women für ihren Beitrag, die Kluft zwischen den Geschlechtern im MINT-Bereich zu schließen.[15]

## Soziales Engagement
Bdeir wurde 2014 zu den 25 Makers Who Are Reinventing the American Dream von Popular Mechanics ernannt und hat bei TED, SXSW, Solid und CreativeMornings über die Maker-Bewegung, die Bedeutung der Demokratisierung von Technologie und das Internet der Dinge gesprochen.
Bdeir ist eine Befürworterin der Open-Source-Hardware-Bewegung, einer Initiative, die sicherstellen soll, dass technologisches Wissen für jeden zugänglich ist. Sie ist Mitbegründerin des Open Hardware Summit, einer jährlichen Konferenz, die von der Open Source Hardware Association organisiert wird. Im Jahr 2010 erhielt Bdeir ein Stipendium von Creative Commons für ihre Arbeit an der Definition von Open Hardware und für den Co-Vorsitz der Open Hardware Summits 2010 und 2011.
Als Fellow bei Creative Commons leitete sie den öffentlichen Wettbewerb für das Open-Hardware-Logo, das heute auf Millionen von Leiterplatten in aller Welt zu finden ist. Bdeir hat wissenschaftliche Arbeiten veröffentlicht und den Begriff „Elektronik als Material“ geprägt, d. h. die Idee, „Elektronik als Material zu betrachten, das mit anderen traditionellen Materialien kombiniert werden kann“.
Bdeir ist eine Verfechterin der Geschlechtsneutralität bei Spielzeug. Bdeir sagte, sie sei stolz darauf, dass 40 % der littleBits-Nutzer Mädchen sind, viermal so viel wie der Durchschnitt im Bereich MINT.

## Kunst
Vor ihrer Tätigkeit bei littleBits arbeitete Bdeir als interaktive Künstlerin. Ihre Arbeiten wurden in den USA und in Europa ausgestellt:
- Subtitled: Narratives From Lebanon, Royal College of Art, London, 2011[28]
- Talk To Me, Museum of Modern Art (MoMA), New York, 2011[29]
- Electronics as Materials, Eyebeam, New York, 2010[30]
- 7 on 7, New Museum, New York, 2010[31]
- Identities in Motion, Peacock Visual Arts Gallery, Aberdeen, Schottland, 2009[32]
- Impetus, Ars Electronica, Linz, Österreich, Werke des MIT Media Lab, 2009[33]
- Open Stitch, Location One Gallery, New York, 2005[34]